# Toei
Тоей (яп. 東映株式会社, То:ей кабусікі-ґайся) (міжнародна назва — Toei Company, Ltd.) — японська кінокомпанія з виробництва і поширенню художніх і анімаційних фільмів і телесеріалів. Головний офіс компанії знаходиться в Токіо.

## Історія
Кінокомпанія Toei була заснована 1 жовтня 1950 року під назвою Tokyo Eiga Haikyu. Toei має домовленість з 34 кінотеатрами Японії і є утримувачем пакету акцій декількох телекомпаній та двох кіностудій — в Токіо і Кіото.
Найвідоміші її дзідайґекі-серіали і токусацу (Kamen Rider), для яких був винайдений прийом «хеншін». Слово сентай («ескадрилья») використовується для позначення телесеріалів про «команди супергероїв», створюваних Toei і Bandai. Toei належить велика анімаційна студія Toei Animation, створена у 1956 році.
Компанією Toei було створено більше токусацу про супергероїв, ніж будь-якою іншою студією Японії. Низка з них у титрах відмічені як створені «Сабуро Яцуде» (яп. 八手三郎, Yatsude Saburō) — творчий псевдонім колективу співробітників Toei. У 1950-х роках на студії були зняті чорно-білий серіал Gekko Kamen (яп. 月光仮面, гекко: камен, 1958) і сім фільмів за його мотивами, чорно-білі Nana-iro Kamen (яп. 七色仮面, 1959) і Yuusei Ouji (яп. 遊星王子, 1959). У 1960-му році у співпраці з Panasonic був створений National Kid (яп. ナショナルキッド, насьонару кіддо), що використовувався в рекламній кампанії їхньої марки National. У 1961 вийшов чорно-білий фільм Uchuu Kaisokusen (яп. 宇宙快速船). У 1967 році на світ з'явилися перші кольорові телесеріали компанії Kamen no Ninja Aka-Kage (яп. 仮面の忍者　赤影), Captain Ultra (яп. 宇宙特撮シリーズ　キャプテンウルトラ, утю: тоцусацу сірі:дзу кяпутен урутора) і Giant Robo (яп. ジャイアントロボ, дзяйанто робо). На початку 1970-х були зняті відомий Kamen Rider (яп. 仮面ライダー, камен райда:) і два фільми за його мотивами, а також Suki! Suki! Majo Sensei (яп. 好き！好き！！魔女先生).
У 1975 році в Кіото було відкрито парк кіностудії «Toei Kyoto» (яп. 東映太秦映画村), який є частиною кіностудії Toei Kyoto Studio. У цьому розважальному комплексі відвідувачі можуть познайомитися з процесом зйомки історичних фільмів, прогулятися декораціями, що імітують період Едо і оглянути інші пам'ятки. Це найбільший тематичний парк в Західному Кіото, який відвідало близько 59 мільйонів чоловік